# Ciężkowice (Jaworzno)

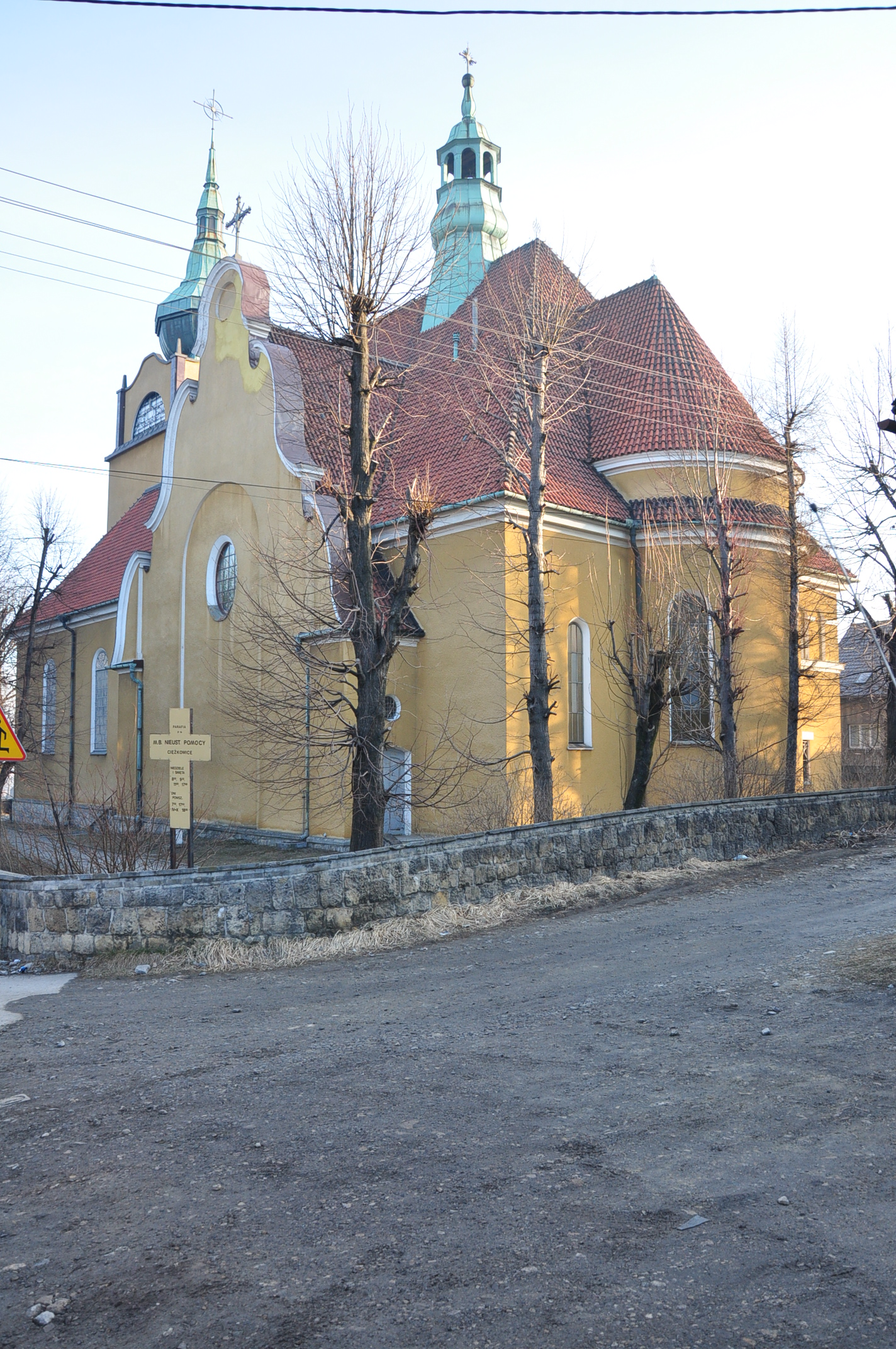
Ortskirche

Ciężkowice ist ein östlicher Stadtteil von Jaworzno in der Woiwodschaft Schlesien in Polen.

## Geschichte
Die erste sichere Erwähnung von Cescouycy stammt aus dem Jahr 1242. Der patronymische Ortsname (Suffix -(ow)ice) ist vom Personennamen Cieszek abgeleitet.
Es ist möglich, dass bis zum Jahr 1273 die Kastellanei von Chrzanów mit Ciężkowice zum schlesischen Herzogtum Ratibor-Oppeln gehörte, was jedoch unter Historikern stark umstritten ist. Ab dem Jahr 1273 gehörte das Dorf zum Herzogtum Krakau, später der Woiwodschaft Krakau im Königreich Polen (ab 1569 Adelsrepublik Polen-Litauen). Kirchlich gehörte es der Pfarrei in Jaworzno, zunächst im Dekanat Auschwitz, nach dem Jahr 1335 zu Nowa Góra, im 15. Jahrhundert wieder zu Auschwitz. Im Ort wurde Blei, Eisenerz und Kupfer gefördert.
Bei der dritten Teilung Polens wurde es 1795 Teil des habsburgischen Kaiserreichs. In den Jahren 1815–1846 gehörte es zur Republik Krakau, 1846 wurde es als Teil des Großherzogtums Krakau wieder in die Länder des Kaisertums Österreich annektiert. Nach der Aufhebung der Patrimonialherrschaften bildete es eine Gemeinde im Gerichtsbezirk Jaworzno im Bezirk Chrzanów. 1847 wurde die Krakau-Oberschlesische Eisenbahn durch das Dorf eröffnet.
In der ersten Hälfte des 19. Jahrhunderts suchte in Ciężkowice der Wiener Bankier Löw-Beer Steinkohle. Zu dieser Zeit entwickelte sich im Gebiet der Zagłębie Krakowskie (Krakauer Bergbaurevier). Steinkohle wurde bis zum Jahr 1890 gefördert.
1900 hatte die Gemeinde Ciężkowice (mit den Weilern Dobra und Pieczyska, heute separaten Stadtteile von Jaworzno) eine Fläche von 2307 Hektar, 370 Häuser mit 2576 Einwohnern, davon waren 2514 polnischsprachig; 760 waren römisch-katholisch, es gab 97 Juden und 12 andere deutschsprachige Christen. 1914 wurde die Pfarrei aus Jaworzno ausgegliedert.
In der Zwischenkriegszeit gehörte Ciężkowice zum Powiat Chrzanowski der Woiwodschaft Krakau. Nach der Volkszählung im Jahr 1921 hatte das Dorf 509 Häuser mit 3775 Einwohnern (mehr als Szczakowa), die überwiegend römisch-katholische (3660) Polen (3723) waren.
Beim Überfall auf Polen 1939 wurde das Gebiet von den Deutschen besetzt und dem Landkreis Krenau im neuen „Ostoberschlesien“ zugeordnet. 1954 wurden Pieczyska und Dobra an die Stadt Szczakowa eingemeindet, Ciężkowice wurde erst 1973 an Jaworzno angeschlossen.